# Lörby
Lörby is een plaats in de gemeente Sölvesborg in het landschap Blekinge en de provincie Blekinge län in Zweden. De plaats heeft 243 inwoners (2005) en een oppervlakte van 74 hectare.